# نادي فيتوريا (البرازيل)
نادي فيتوريا الرياضي (بالبرتغالية: Esporte Clube Vitória‏) هو نادي كرة قدم برازيلي من مدينة سالفادور الساحلية. أسس في 13 مايو 1899 على يد 3 أشخاص من المدينة من المتحمسين للرياضة. استطاع النادي أن يحصل على أول بطولة دوري عام 1908م.

## وصلات خارجية
- (بالبرتغالية) الموقع الرسمي
- (بالبرتغالية) Canal ECVitoria – The Biggest Non-Official Site